# Mon (Grisones)
Mon (oficialmente en alemán Mons hasta 1943) era una comuna suiza del cantón de los Grisones. El 1 de enero de 2015 se fusionó con las antiguas comunas de Alvaschein, Stierva, Tiefencastel, Alvaneu, Brienz/Brinzauls y Surava para constituir la nueva comuna de Albula/Alvra.

## Lengua
La lengua tradicional del pueblo es hasta ahora el retorromano. En 1880 el 100% de la población hablaba esta lengua. En 1910 lo hacía el 96,15% y en 1941 el 95,8%. Fue a partir de finales del siglo XX que la lengua fue perdiendo importancia: en 1970 86,05% de la población hablaba romanche, en 1980 78,79%, 71,64% en 1990 y 52,33% actualmente. Estos porcentajes nos indican la forma en que el romanche está desapareciendo lentamente de la región, mientras que el alemán la conquista. La única lengua oficial de la comuna es hasta ahora el romanche. A continuación se muestra la evolución de las lenguas en las últimas décadas según los censos poblacionales.
| Lenguas en Mon |               |               |               |               |               |               |
| Lenguas        | Censo de 1980 | Censo de 1980 | Censo de 1990 | Censo de 1990 | Censo de 2000 | Censo de 2000 |
| Lenguas        | Cantidad      | %             | Cantidad      | %             | Cantidad      | %             |
| Alemán         | 14            | 21,21 %       | 19            | 28,36 %       | 39            | 45,35 %       |
| Romanche       | 52            | 78,79 %       | 48            | 71,64 %       | 45            | 52,33 %       |
| Italiano       | 0             | 0,00 %        | 0             | 0,00 %        | 1             | 1,16 %        |
| Habitantes     | 66            | 100 %         | 67            | 100 %         | 86            | 100 %         |